# Premio Eurostars Hotels de Narrativa de Viajes
El Premio Eurostars de Narrativa de Viajes es un certamen literario anual convocado por Grupo Hotusa, Grupo RBA y la Universidad de Barcelona desde el año 2005 y cuya entrega de premios tiene lugar en una gala literaria en la ciudad de Barcelona.

## Premio
Es el premio de narrativa de viajes con mayor dotación -18.000 euros- y difusión en lengua española. Desde su primera edición hasta la fecha, la novela galardonada ha sido editada por RBA Libros, además de distribuida en todas las habitaciones de la cadena hotelera convocante.

## Ganadores
| Año  | Ganador/a                       | País     | Novela                                               |
| ---- | ------------------------------- | -------- | ---------------------------------------------------- |
| 2005 | Eladio de Valdenebro            | Colombia | Crónicas de la Selva                                 |
| 2006 | Héctor Oliva                    | España   | Crónicas de ida y vuelta                             |
| 2007 | Josep Antoni Pujante            | España   | El barbero de Antananarivo                           |
| 2008 | Témoris Grecko                  | México   | Asante África                                        |
| 2009 | Paco Nadal                      | España   | Pedro Páramo ya no vive aquí                         |
| 2010 | César González Calero           | España   | Cuba a cámara lenta                                  |
| 2011 | Óscar Calavia                   | España   | Amazonia-China, dos viajes de vuelta                 |
| 2012 | Héctor Sánchez Minguillán       | España   | Dos huérfanos en China                               |
| 2013 | Luis Racionero Alexis Racionero | España   | El ansia de vagar                                    |
| 2014 | Begoña Oro                      | España   | Buenas noches, Miami                                 |
| 2015 | Luis Pancorbo                   | España   | Año nuevo en Sudán                                   |
| 2016 | Carlos Fernández Salinas        | España   | Los marinos prudentes leen las olas entre paréntesis |
| 2017 | Saúl Cepeda Lezcano             | España   | Cuentakilómetros                                     |
| 2018 | Amalia Martínez Muñoz           | España   | Mundos extremos                                      |
| 2019 | Eduardo Jordá                   | España   | Pájaros que se quedan (Otoño en Pensilvania)         |